# Fred Kaan
Frederik (Fred) Hermanus Kaan, född den 29 juli 1929 i Haarlem, död den 4 oktober 2009, var en nederländsk präst, ekumen och psalmförfattare.
Kaans liv och diktning kom att präglas av hans uppväxt under andra världskriget. Han blev en viktig gestalt inom den kristna fredsrörelsen. Hans familj var aktiv med att hjälpa judar att gömma sig för nazisterna. Efter kriget började Kaan studera teologi i Utrecht som övertygad pacifist. Senare flyttade han till England, där han vigdes till pastor i kongregationalistkyrkan innan han kom till Wales för att arbeta. År 1968 sändes han till Genève för att tjänstgöra inom International Congregational Council. Kaan var med om att bilda World Alliance of Reformed Churches som han arbetade för fram till 1978. En viktig del av hans tjänst handlade om mänskliga rättigheter. Kaan återvände sedan till England, där han bland annat var ledare för Human Rights Forum of the Churches in Britain and Ireland. Under hela sitt yrkesverksamma liv skrev han psalmer, varav många har översatts till ett stort antal språk, däribland svenska.

## Psalmer
- Vi tackar dig att tron har funnit uttryck, författad 1967.[3]